# Raúl Castro Ruz
Raúl Castro Ruz (Birán, 3 de juny de 1931) és un militar i polític cubà, germà menor i col·laborador de Fidel Castro. Entre 2008 i 2018 va ser President del Consell d'Estat de Cuba i, per tant, President de Cuba tot i que exercia el càrrec de manera interina des del 31 de juliol del 2006. També ostenta el grau militar de General d'Exèrcit.

## Primers anys
És el més jove dels tres germans Castro. Els tres van ser expulsats de la primera escola a la qual van assistir. Igual com Fidel, Raúl va acudir més tard a l'escola Jesuïta de Dolores a Santiago de Cuba i a l'escola de Belén a l'Havana. Com que no estava graduat va estudiar ciències socials. Els germans van participar activament en alguns altercats estudiantils violents. Raúl era un comunista convençut i es va unir a la Joventut Socialista, afiliada al Partit Comunista Cubà, de caràcter soviètic, aleshores anomenat Partit Socialista Popular (PSP).

## Revolució cubana (1953-59)
Juntament amb el seu germà va ser un dels integrants del Moviment 26 de juliol, que va participar en l'assalt a la caserna Moncada el 1953 a la ciutat de Santiago de Cuba, orient del país. En l'atac, tenia la missió de donar suport des del terrat de Palau de Justícia d'aquella ciutat, missió que va complir. Arrestat posteriorment als fets va ser condemnat a 13 anys de presó. Va ser amnistiat i es va exiliar a Mèxic, on va participar en els preparatius de l'expedició de l'iot Granma, que desembarcar a Cuba al desembre del 1956.

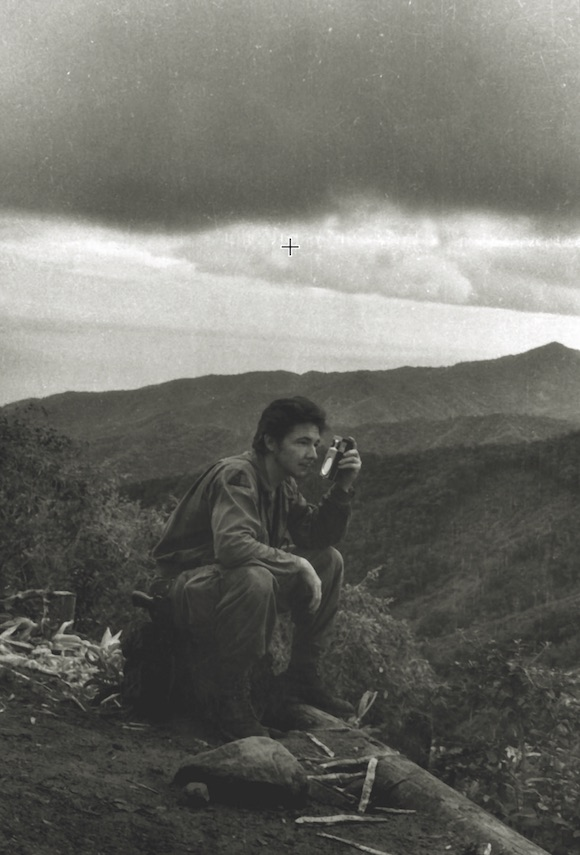
Raúl Castro el 1958, com a Comandant del Segon Front Oriental.

Va conèixer Ernesto «Che» Guevara a Ciutat de Mèxic i el va introduir en el cercle revolucionari de Fidel. Raúl també va contactar en l'agent del KGB Nikolai Leonov, qui havia conegut durant un viatge per les nacions de l'bloc de l'Est. Aquesta relació va persistir fins que els germans Castro van prendre el poder a Cuba.
Com a combatent de l'exèrcit rebel, va prendre part en la campanya de Sierra Maestra, i el 27 de febrer del 1958 va ser nomenat comandant i hom li va assignar la missió de creuar l'antiga província d'Orient, liderant una columna de guerrillers, per a obrir el Segon Front Oriental "Frank País" (en honor d'un líder de la clandestinitat assassinat per les forces batistianes a la ciutat de Santiago de Cuba) cap al nord-est. En aquell front, Raúl va organitzar i estructurar un autèntic govern als territoris alliberats i va crear fins i tot la Força Aèria Rebel i les primeres institucions d'intel·ligència i policia dels revolucionaris, a més de departaments de sanitat, educació, etc.

## Període postrevolucionari (1959-2006)
A Santiago de Cuba va ordenar l'enjutjament de connotats assassins membres de les forces repressives de l'enderrocada dictadura del General Batista en les primeres setmanes del 1959. Va ocupar el càrrec de ministre de les Forces Armades Revolucionàries (ministre de defensa) a partir del 1959. Va reorganitzar l'exèrcit i va reconvir l'armament per a adaptar-lo a les característiques dels subministraments soviètics. El 1961 va passar a formar part de la Direcció Nacional de les Organitzacions Revolucionàries Integrades. Nomenat viceprimer ministre el 1962, des de l'eixida d'Ernesto «Che» Guevara es va convertir en la segona figura política del govern. Va prendre part de la direcció del Partit Unit de la Revolució Socialista (PURS) el 1963, i va assumir el càrrec de segon secretari del Comité Central i del Politburó del Partit Comunista de Cuba (PCC) des que es va promulgar la creació d'aquest (octubre del 1965). Va estar a càrrec de la investigació, denúncia i enjutjament de l'anomenada "microfracció" dins del Partit Comunista.
Al desembre del 1976 va ser elegit per l'Assemblea Popular vicepresident del Consell de Ministres i primer vicepresident del Consell d'Estat de Cuba (equivalent al de vicepresident de la república), càrrecs que va mantenir, juntament amb els de ministre de Defensa i segon secretari del PCC, en les successives reorganitzacions del nucli dirigent. A partir del 1980 va exercir tasques supervisores juntament amb el seu germà, en els Ministeris de Defensa, Interior, Cultura i Salut Pública.

## Govern interí (2006-2008)
Successor constitucional de Fidel Castro (article 94), el 31 de juliol del 2006 el secretari d'aquest, Carlos Valenciaga, va anunciar que Raúl assumia provisionalment la presidència del Consell d'Estat, la secretaria del PCC i la comandància en cap de les Forces Armades, mentre el seu germà es recuperava d'una intervenció quirúrgica intestinal.
En el temps en què Raúl va dirigir els destins de Cuba de manera provisional, es van destacar els lleugers augments de l'economia, l'aprofundiment del procés socialista i el debate incitat per ell mateix sobre els problemes de la nació que va derivar en un profund anàlisi de la població a partir del 26 de juliol del 2007.

## Govern (des del 2008)
El 24 de febrer de 2008 fou escollit President del Consell d'Estat de Cuba pels diputats de l'Assemblea Nacional del Poder Popular, succeint al seu germà Fidel Castro al govern de Cuba. Des d'aquest càrrec governà com a cap del partit comunista fins al VI congrés inicialment programat per 2009 que finalment per la crisi econòmica es va tenir l'abril de 2011.

### Noves mesures i canvis en la política cubana
| « | ..."En desembre vaig parlar de l'excés de prohibicions i regulacions, i en les properes setmanes començarem a eliminar les més senzilles. Moltes d'elles van tenir com a únic objectiu evitar el sorgiment de noves desigualtats, en un moment de escassesa generalitzada, fins i tot a costa de deixar de percebre certs ingressos". Raúl Castro Ruz, 24 de febrer del 2008 | » |

Complint el que havia expressat al febrer del 2008, Raúl Castro va començar a llevar diferents traves legals que limitaven el poble, com ara l'accés als hotels i la renda d'automòbils o permetre la venda lliure de telèfons mòbils. Al Consell de Ministres va sol·licitar a l'Assemblea Nacional del Poder Popular el permís d'analitzar fins al final de l'any els possibles membres del gabinet de ministres. Tot això es deu a irregularitats en el treball d'alguns ministeris.
El poble ha dipositat les seves esperances en què el nou govern (de marcat estil progressista) de Raúl aconsegueixi resoldre els problemes de la doble moneda, i també que s'examinin les deficiències quant a la gran burocràcia existent en alguns dels dirigents nacionals, la qual cosa acabarà de consolidar la democràcia socialista a l'illa.

### Relacions internacionals
Raúl Castro ha donat pas, des dels primers moments del govern provisional fins a l'actualitat com a president legítim, a una revisió les relacions amb nacions com Mèxic i Rússia acompanyada, a més a més, d'un enfortiment dels nexes amb la Xina.
En el seu discurs del 2 de desembre del 2006, Raúl Castro, aleshores president provisional de Cuba, va anunciar que el govern cubà estava disposat a iniciar converses amb els Estats Units a fi d'acabar les limitacions diplomàtiques entre aquestes nacions, la qual cosa suposa el colp definitiu a la inútil repressió política i comercial del govern nord-americà. L'única condició del Govern cubà és precisament que els EUA no posin cap condició per a iniciar el tal diàleg.
Al desembre del 2008, Raúl Castro va fer una important gira internacional que va abraçar Veneçuela i Brasil. El moment principal de la seva gira va ser la seva participació en la I Cimera d'Amèrica Llatina i al Carib, realitzada a la ciutat de Bahia. El marc d'aquella cimera va servir per a l'ingrés de Cuba al Grup de Rio.
Recentment ha realitzat una altra important gira internacional que va abraçar Rússia, Algèria i Angola.

## Família
Raúl va ser casat amb Vilma Espín des del principi de la Revolució cubana fins a la data de la mort d'aquesta, el (18 de juny del 2007). Té quatre fills d'aquest matrimoni: Deborah, Mariela, Nilsa i Alejandro.